# Hypnidae
Hypnidae zijn een familie van kraakbeenvissen uit de orde van de Torpediniformes.

## Taxonomie
- Familie: Hypnidae
  -  Geslacht: Hypnos (A. H. A. Duméril, 1852)